# Samuel (tsar de Bulgarie)
Pour les articles homonymes, voir Samuel (homonymie).
Samuel (en bulgare : Самуил, Samuil), mort le 6 octobre 1014, fut commandant militaire de 980 à 997 des territoires occidentaux du tsarat bulgare, et tsar de Bulgarie de 997 à 1014.

## Biographie

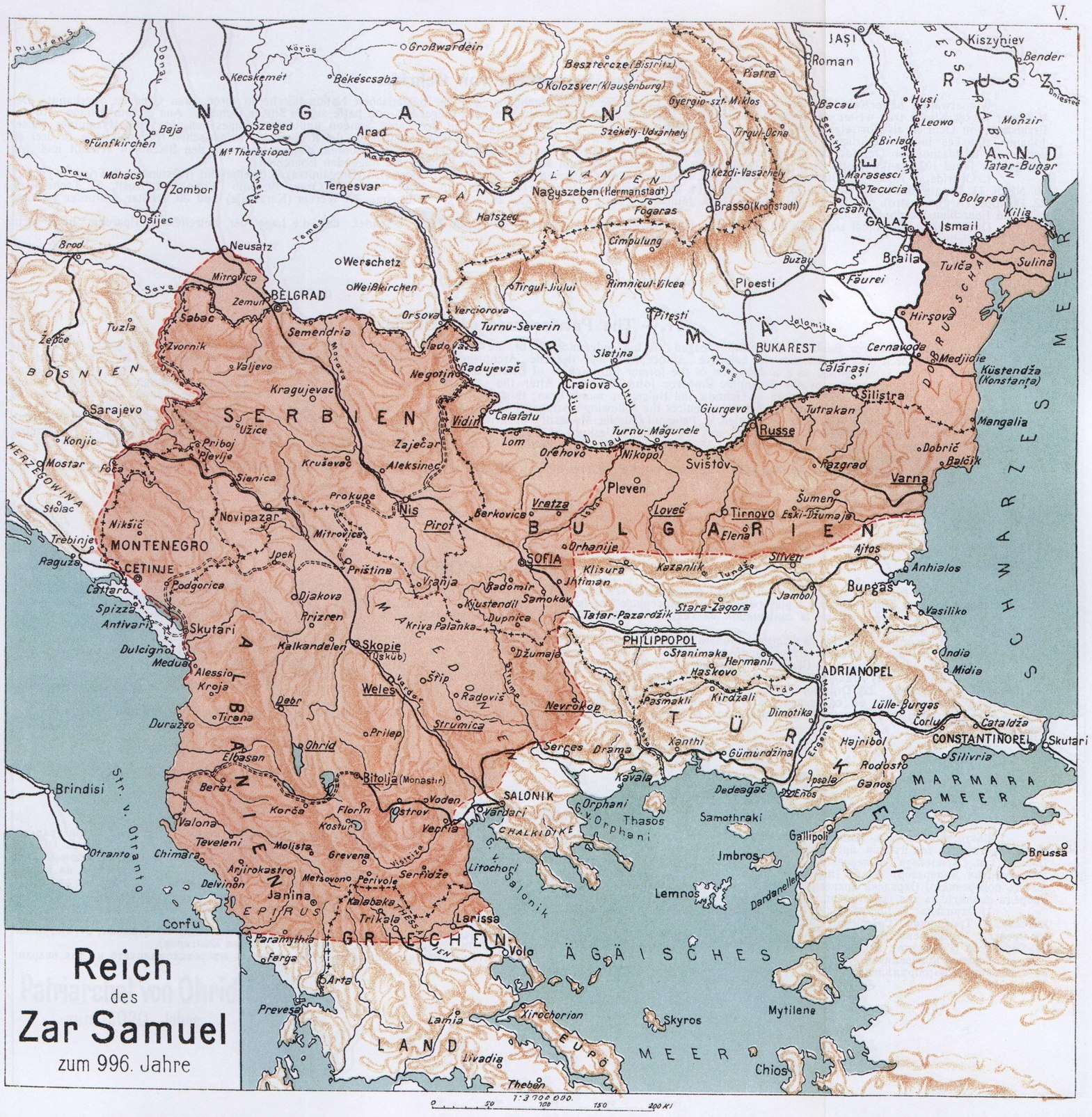
Apogée de la Bulgarie sous le tsar Samuel.

Samuel est le quatrième fils d'un certain « comte Nicolas » (Nikola Kumet/Komet ou Nicholaos Komitos), un noble décédé après 969, gouverneur de la région de Sredets (selon certains auteurs arménien de la province de Derjan, dans l'Euphrate, venu en Bulgarie avec des troupes byzantines). Ce comte Nicolas était gouverneur des provinces occidentaux bulgares et comte de Serdica. La mère de Samuel s'appelle Rhipsime (elle est sans doute d'origine arménienne ; Christian Settipani la fait fille d'Achot II Bagratouni et de sa femme Marie de Katchen). Samuel a trois frères aînés, aux noms bibliques : David, Moïse (Moses, Roses ou Roisy) et Aaron (ou Aron), que les auteurs grecs dénomment les « Comitopouloï » (i.e fils du comte). Avec eux, Samuel entreprend de reconstituer le royaume bulgare dont la partie orientale fut soumise à Byzance depuis 971.
Sur les quatre frères, selon Jean Skylitzès, David, co-tsar dès 976, est tué cette même année entre Kastoria et Prespa par des « brigands » valaques. Moïse, co-tsar dès 976, meurt au siège de Serrès, frappé par une pierre ou tué par un homme du duc byzantin Mélissènos. Samuel se débarrasse ensuite de son autre frère Aaron  lorsqu'il le fait exécuter avec toute sa famille sauf un fils le 14 juin 987. Entretemps, il libère la Roumélie, envahit la Thessalie jusqu’aux Thermopyles (983), puis la Grèce jusqu’à Corinthe et occupe l’Albanie (986).
L'Empereur byzantin Basile II subit une défaite face aux bulgares le 17 août 986 à la bataille des Portes de Trajan (Trayanovi Vrata, près de Sofia). L’empire bulgare atteint la mer Noire. Après sa victoire, tsar Samuel se tourne contre la Dalmatie. Il occupe le port de Dyrrachium et le littoral de l’Albanie. Il assiège tour à tour les villes dalmates de Cattaro, Raguse, Spalato, Traù et Zara ; celles-ci résistent mais leur territoire est mis à sac et incendié. Samuel se tourne ensuite vers la Dioclée, alliée de Byzance, qu'il occupe (986-989).
C'est à cette époque que Samuel, ayant remporté la victoire à la bataille de Thessalonique et estimant avoir rétabli la Bulgarie dans l'étendue qu'elle avait du temps du tsar Siméon, se proclame basileus , en 997, après la mort de Roman de Bulgarie. Il est un temps considéré comme invincible même par les Byzantins ; jouant sur le nom « Cometopoulos », le poète Jean Géomètre le compare à une comète apparue en 989.
À partir de 1001, Basile II envahit la Bulgarie chaque année jusqu’en 1014. En 1004 il reprend Vidin, Skopje et Vodéna (maintenant Édessa en Grèce) et coupe l’empire de Samuel en deux, soumet la partie orientale puis se dirige vers l’ouest. L'année suivante Dyrrachion fait défection à Samuel mais l’Empire bulgare , progressivement réduit à l’Albanie, résiste jusqu’en 1014.
Le 29 juillet 1014, Basile II est victorieux des Bulgares à la bataille de Stoumitza (Cimbalougou) et reçoit le surnom de Bulgaroctone (Βουλγαροκτόνος) ce qui signifie « le tueur des Bulgares ». Les troupes de Nicéphore Xiphias font prisonnière l’armée bulgare. Samuel s’échappe. 15 000 prisonniers ont les yeux crevés et les mains coupées, à l’exception de 150 qui sont seulement éborgnés pour qu'ils puissent guider les autres auprès du tsar Samuel. À la vue de ce lamentable cortège, le tsar tombe foudroyé par une attaque d'apoplexie à Prilep le 6 octobre suivant.

## Hypothèses alternatives
Il y a aussi une autre version de l'origine de Samuel. Au XIe siècle l’historien Stepanos Asoghik écrit que Samuel eut seulement un frère, déclarant qu’ils étaient tous les deux Arméniens de la région de Derjan, une terre arménienne incorporée à l'Empire byzantin. Ils auraient été envoyés pour combattre les Bulgares en Macédoine byzantine mais auraient fini par se rallier à eux.
Cette version est défendue par l’historien Nicolas Adontz, qui a analysé les événements et les faits du siècle et a conclu que Samuel eut seulement un frère, David. La version d'Asoghik est aussi défendue par l’historien bulgare Jordan Ivanov; de plus, selon l’Inscription de Samuel (en), il a eu seulement un frère appelé David.
Yahya d'Antioche, un historien arabe, indique que le fils de Samuel, Gavril, fut assassiné par le dirigeant des Bulgares, le fils d’Aaron, parce qu’Aaron appartenait à la famille ayant régné sur la Bulgarie. Asoghik et Yahya distinguent clairement la famille de Samuel de celle d’Aaron ou la famille du Cometopouli de la famille royale. Selon eux, Moïse et Aaron ne sont pas de la famille Komitópouli. David et Samuel étaient d’origine arménienne mais Moïse et Aaron n'étaient arméniens que par leur mère.

## Famille et descendance
Samuel épouse vers 970 Agata Khrysília, née à Larissa, fille de Jean Chrysélios, gouverneur et seigneur de Durazzo, dont il a quatre enfants :
- Katun Anastazya, mariée avec Vazul de Hongrie.
- Gabriel Radomir, qui succède à son père en 1014
- Miroslava, mariée en 998 avec Ashot Taronitès
- Kosara, mariée avec Jovan Vladimir

### Sources primaires
- Jean Skylitzès Empereurs de Constantinople « Synopsis Historiôn » traduit par Bernard Flusin et annoté pat Jean-Claude Cheynet éditions P.Lethilleux Paris 2003  (ISBN 2283604591) p.216,275-277, 283, 285-295, 297-299, 302-303, 314,338-340.
- (ru) Степанос Таронеци-Асохик [Stepanos Taroneci-Asoghik, Xe - XIe siècle]. Всеобщая история Степаноса Таронского - Асохика по прозванию, писателя ХІ столетия. Перевод с армянского и объяснения Н.Эминым. Москва, Типография Лазаревского института восточных языков. 1864. ХVІІІ.
- Asołik de Tarôn, L'histoire universelle, traduit de l'arménien et annoté par Frédéric Macler, Paris, E. Leroux, 1917 [Publications de l'École des langues orientales vivantes ; Sér. 1,18,2].
- Christian Settipani, Continuité des élites à Byzance durant les siècles obscurs. Les Princes caucasiens et l'Empire du VIe au IXe siècle, 2006 [détail des éditions].

### Études contemporaines
- Gustave Schlumberger, L’Épopée byzantine à la fin du Xe siècle (lire en ligne)
- Christian Settipani, Continuité des élites à Byzance durant les siècles obscurs. Les princes caucasiens et l'Empire du VIe au IXe siècle, Paris, de Boccard, 2006, 634 p. [détail des éditions] (ISBN 978-2-7018-0226-8).
- Louis Bréhier, Vie et Mort de Byzance, Albin Michel, mai 2006, 632 p. (ISBN 2-226-17102-9, présentation en ligne)
- John Julius Norwich (trad. Dominique Peters), Histoire de Byzance (330-1453), Paris, Librairie Académique Perrin, 1998 (1re éd. 1999) [détail des éditions] (ISBN 2-262-01333-0)
- Nicolas Adontz, Samuel l'Arménien, roi des Bulgares. Bruxelles, Palais des académies, 1938. republié dans Études Arméno-Byzantines. Livraria Bertrand. Lisbonne, 1965, p. 347-407.
- (en) Lang, David Marshall. The Armenians. A People in Exile. London, 1981, p. 105.